# Monety kolekcjonerskie III RP w 2021
W 2021 r. Narodowy Bank Polski wyemitował 37 monet kolekcjonerskich, 26 srebrnych i 9 złotych oraz dwie okolicznościowe pięciozłotówki z serii Odkryj Polskę.

## Spis monet
| Moneta                                                                          | Nominał     | Stop                    | Średnica (mm) | Masa (g) | Nakład | Data emisji     | Projektant                                | Wizerunek   |
| ------------------------------------------------------------------------------- | ----------- | ----------------------- | ------------- | -------- | ------ | --------------- | ----------------------------------------- | ----------- |
| Jan Kazimierz Waza Seria: Skarby Stanisława Augusta                             | 50 złotych  | Ag 999                  | 45            | 62,20    | 5 000  | 26 stycznia     | Robert Kotowicz Anna Wątróbska-Wdowiarska | awersrewers |
| Jan Kazimierz Waza Seria: Skarby Stanisława Augusta                             | 500 złotych | Au 999                  | 45            | 62,20    | 600    | 26 stycznia     | Robert Kotowicz Anna Wątróbska-Wdowiarska | awersrewers |
| Kazimierz Kamieński „Huzar” Seria: Wyklęci przez komunistów żołnierze niezłomni | 10 złotych  | Ag 925                  | 32            | 14,14    | 10 000 | 18 lutego       | Dobrochna Surajewska                      | awersrewers |
| Kazimierz Kamieński „Huzar” Seria: Wyklęci przez komunistów żołnierze niezłomni | 10 złotych  | Tampondruk              |               |          |        |                 |                                           |             |
| 100. rocznica Konstytucji marcowej                                              | 10 złotych  | Ag 925                  | 32            | 14,14    | 10 000 | 11 marca        | Grzegorz Pfeifer                          | awersrewers |
| Ferdynand Zweig Seria: Wielcy polscy ekonomiści                                 | 10 złotych  | Ag 925                  | 32            | 14,14    | 10 000 | 18 marca        | Dominika Karpińska-Kopiec                 | awersrewers |
| Adam Krzyżanowski Seria: Wielcy polscy ekonomiści                               | 10 złotych  | Ag 925                  | 32            | 14,14    | 10 000 | 18 marca        | Urszula Walerzak                          | awersrewers |
| Adam Heydel Seria: Wielcy polscy ekonomiści                                     | 10 złotych  | Ag 925                  | 32            | 14,14    | 10 000 | 18 marca        | Robert Kotowicz                           | awersrewers |
| 100. rocznica III Powstania Śląskiego                                           | 10 złotych  | Ag 925                  | 32            | 14,14    | 12 000 | 15 kwietnia     | Sebastian Mikołajczak                     | awersrewers |
| 100. rocznica III Powstania Śląskiego                                           | 200 złotych | Au 900                  | 27            | 15,50    | 1 500  | 15 kwietnia     | Sebastian Mikołajczak                     | awersrewers |
| 230. rocznica Konstytucji 3 Maja – dzieła odrodzonej Rzeczypospolitej           | 50 złotych  | Ag 999                  | 45            | 62,20    | 6 000  | 28 kwietnia     | Dominika Karpińska-Kopiec                 | awersrewers |
| 230. rocznica Konstytucji 3 Maja – dzieła odrodzonej Rzeczypospolitej           | 50 złotych  | Oksyda                  |               |          |        |                 |                                           |             |
| 230. rocznica Konstytucji 3 Maja – dzieła odrodzonej Rzeczypospolitej           | 100 złotych | Au 900                  | 21            | 8        | 1 200  | 28 kwietnia     | Dobrochna Surajewska                      | awersrewers |
| Wrocław – mała ojczyzna                                                         | 50 złotych  | Ag 999                  | 45            | 62,20    | 6 000  | 8 lipca         | Urszula Walerzak                          | awersrewers |
| Wrocław – mała ojczyzna                                                         | 50 złotych  | Selektywne złocenie     |               |          |        |                 |                                           |             |
| Polska Reprezentacja Olimpijska Tokio 2020                                      | 10 złotych  | Ag 925                  | 32            | 14,14    | 15 000 | 15 lipca        | Dominika Karpińska-Kopiec                 | awersrewers |
| Polska Reprezentacja Olimpijska Tokio 2020                                      | 20 złotych  | Au 900                  | 27            | 15,50    | 1 500  | 6 sierpnia      | Dominika Karpińska-Kopiec                 | awersrewers |
| Beatyfikacja Kardynała Stefana Wyszyńskiego                                     | 10 złotych  | Ag 925                  | 32            | 14,14    | 12 000 | 26 sierpnia     | Dobrochna Surajewska                      | awersrewers |
| Beatyfikacja Kardynała Stefana Wyszyńskiego                                     | 100 złotych | Au 900                  | 21            | 8        | 1 500  | 26 sierpnia     | Dobrochna Surajewska                      | awersrewers |
| Obrona Poczty Polskiej w Gdańsku. Agresja Niemiec na Polskę                     | 20 złotych  | Ag 925                  | 40×28         | 28,28    | 10 000 | 1 września      | Robert Kotowicz                           | awersrewers |
| Obrona Poczty Polskiej w Gdańsku. Agresja Niemiec na Polskę                     | 20 złotych  | Rant ząbkowany, druk UV |               |          |        |                 |                                           |             |
| Dytiatyn Seria: Polskie Termopile                                               | 20 złotych  | Ag 925                  | 38,61         | 28,28    | 10 000 | 8 września      | Urszula Walerzak                          | awersrewers |
| Zbrodnia w Piaśnicy                                                             | 10 złotych  | Ag 925                  | 32            | 14,14    | 10 000 | 15 września     | Sebastian Mikołajczak                     | awersrewers |
| Pałac Biskupi w Krakowie                                                        | 50 złotych  | Ag 999                  | 45            | 62,20    | 6 000  | 22 września     | Dominika Karpińska-Kopiec                 | awersrewers |
| Pałac Biskupi w Krakowie                                                        | 50 złotych  | Szklana wstawka         |               |          |        |                 |                                           |             |
| Pałac Biskupi w Krakowie                                                        | 100 złotych | Au 900                  | 21            | 8        | 1 200  | 22 września     | Urszula Walerzak                          | awersrewers |
| 30-lecie wznowienia działalności Caritas Polska                                 | 10 złotych  | Ag 925                  | 32            | 14,14    | 10 000 | 6 października  | Robert Kotowicz                           | awersrewers |
| Gabriela Zapolska Seria: Wielkie aktorki                                        | 20 złotych  | Ag 925                  | 40×28         | 28,28    | 10 000 | 14 października | Dominika Karpińska-Kopiec                 | awersrewers |
| Gabriela Zapolska Seria: Wielkie aktorki                                        | 20 złotych  | Druk UV                 |               |          |        |                 |                                           |             |
| 30-lecie pierwszych wolnych wyborów parlamentarnych                             | 10 złotych  | Ag 999                  | 32            | 31,10    | 12 000 | 21 października | Dominika Karpińska-Kopiec                 | awersrewers |
| Edward Taylor Seria: Wielcy polscy ekonomiści                                   | 10 złotych  | Ag 925                  | 32            | 14,14    | 10 000 | 26 października | Dominika Karpińska-Kopiec                 | awersrewers |
| Tadeusz Brzeski Seria: Wielcy polscy ekonomiści                                 | 10 złotych  | Ag 925                  | 32            | 14,14    | 10 000 | 26 października | Grzegorz Pfeifer                          | awersrewers |
| Ignacy Daszyński Seria: Stulecie odzyskania przez Polskę niepodległości         | 10 złotych  | Ag 925                  | 32,00×22,40   | 14,14    | 11 000 | 4 listopada     | Dobrochna Surajewska                      | awersrewers |
| Ignacy Daszyński Seria: Stulecie odzyskania przez Polskę niepodległości         | 100 złotych | Ag 900                  | 21            | 8        | 1 200  | 4 listopada     | Dobrochna Surajewska                      | awersrewers |
| Lech Kaczyński. Warto być Polakiem                                              | 500 złotych | Au 999                  | 50×25         | 31,10    | 1 500  | 9 listopada     | Robert Kotowicz                           | awersrewers |
| 40. rocznica strajku w Wyższej Oficerskiej Szkole Pożarniczej                   | 10 złotych  | Ag 925                  | 32            | 14,14    | 10 000 | 23 listopada    | Dobrochna Surajewska                      | awersrewers |
| Michał Korybut Wiśniowiecki Seria: Skarby Stanisława Augusta                    | 50 złotych  | Ag 999                  | 45            | 62,20    | 5 000  | 2 grudnia       | Robert Kotowicz Anna Wątróbska-Wdowiarska | awersrewers |
| Michał Korybut Wiśniowiecki Seria: Skarby Stanisława Augusta                    | 500 złotych | Au 999                  | 45            | 62,20    | 600    | 2 grudnia       | Robert Kotowicz Anna Wątróbska-Wdowiarska | awersrewers |
| 100-lecie powstania Związku Ochotniczych Straży Pożarnych RP                    | 10 złotych  | Ag 925                  | 32            | 14,14    | 12 000 | 6 grudnia       | Sebastian Mikołajczak                     | awersrewers |
| Pamięci ofiar stanu wojennego                                                   | 10 złotych  | Ag 925                  | 28,20×28,20   | 14,14    | 10 000 | 9 grudnia       | Robert Kotowicz                           | awersrewers |
| Dziękujemy służbie zdrowia za poświęcenie w czasie pandemii COVID-19            | 10 złotych  | Ag 925                  | 32            | 14,14    | 10 000 | 15 grudnia      | Urszula Walerzak                          | awersrewers |
| Dziękujemy służbie zdrowia za poświęcenie w czasie pandemii COVID-19            | 10 złotych  | Druk UV                 |               |          |        |                 |                                           |             |